# Haplogrupo D (ADNmt)
El Haplogrupo D es el haplogrupo mitocondrial con mayor presencia en el Extremo Oriente y es importante entre los pueblos indígenas americanos.
Se originó en Asia oriental hace unos 40 000 a 60 000 años. Desciende del macrohaplogrupo M y sus marcadores genéticos son 4883, 5178A y 16362.

## Distribución
Se encuentra al Este, Sudeste de Asia y Siberia. Los subclados D1, D2, D3 y D4h se encuentran entre los amerindios, al igual que otros subclados de A, B, C y X. 
D es frecuente también en Asia Central, donde es el segundo haplogrupo más frecuente después de H. También se encuentra en el Noreste de Europa y en Oriente Medio, aunque en bajas frecuencias.
Este de Asia: En China tiene un promedio aproximado de 32%, con la frecuencia más alta en Qingdao con 62%; destacando también Xinjiang con 44.5%, Liaoning 41%, Tíbet 38.5% y Shanghái 33%. Frecuencias en Japón: 37.5%, Corea 33% y Taiwán 20%.
Sudeste de Asia: En Vietnam 21%, Tailandia 17% y en Insulindia un 4%.
Siberia: Ampliamente extendido.
América del Norte: Extendido. En los yupik alcanza 64%. Destaca el subgrupo D2 en los nativos de las Islas Aleutianas y pueblos na-dené. D3 encontrados en esquimales. 
América del Sur: Bien extendido, sobre todo en las regiones más australes como la Araucanía y la Patagonia; por ejemplo en nativos de Laitec con 57%, en fueguinos 57%, yámanas 52%, huiliches 49%, mapuches 49% y pehuenches 46%. Común entre los indígenas de la Amazonia (28%), especialmente entre los pueblos mondé (Suruí, Gavião, Cintas-largas y Zoró), que registran frecuencias entre 60 y 90%. Otras frecuencias importantes están en los Wichí del Chaco con 54%, quechuas del Ecuador con 33% y otras etnias aisladas.

## Subclados
El siguiente árbol filogenético está de acuerdo con Van Oven & Kayser 2009 y las denominaciones alternativas que figuran entre paréntesis van de acuerdo con Volodko et al. 2008. El análisis geográfico de estos subclados no es completo salvo en Japón.

### D4
D4 (3010, 8414, 14668): Extendido en Asia Oriental, Sudeste de Asia, Siberia, Asia Central y América originaria.
- D1: Exclusivo de los nativos americanos, especialmente en todo Sudamérica.
  - D1f: subhaplogrupo definido por la mutación 16142.[13] La distribución geográfica de D1f posee una presencia notada no sólo en Norteamérica sino también en el noroeste de Sudamérica, específicamente en países como Ecuador y Perú.[13] Las estimaciones de edad de coalescencia para D1f sugieren que llegó a Sudamérica durante los eventos iniciales de poblamiento, los cuales ocurrieron en un marco de tiempo relativamente corto de aproximadamente 1500 años, entre 16,0 y 14,6 mil años atrás. Este período de tiempo se alinea con la evidencia arqueológica de la presencia humana temprana en América del Sur.[13]
  - D1g: subhaplogrupo mitocondrial originario de Sudamérica definido por las transiciones en las posiciones A8116G, C16187T, y C16189T.[14] Su distribución geográfica se centra en el Cono Sur de Sudamérica; principalmente en el centro y sur de Argentina y Chile.[15][16][17] Este clado presenta una gran diversidad interna con al menos seis sub ramas principales, D1g1 a D1g6.[14] La estimación de edad de máxima verosimilitud (ML) para D1g es de aproximadamente 18,3 ± 2,4 mil años, lo que indica que es uno de los subhaplogrupos más antiguos de la región.
  - D1j: subhaplogrupo mitocondrial que se encuentra en el Cono Sur de América del Sur, caracterizado por el patrón mutacional de la región de control T152C-C16242T-T16311C.[14] La edad estimada del subhaplogrupo D1j es de aproximadamente 13.900 años. El origen más probable del subhaplogrupo D1j es la región de las Sierras Pampeanas, que ocupa el centro y parte de la porción noroeste de Argentina.[18]
- D4a (o D11): Extendido en el Extremo Oriente. Se encontró en Corea y Japón 8%, presente en China de forma irregular, destacando Qingdao con 8%. En chukchis 12%. Al sur de Tailandia se encontró 80% en Trang.[3]
  - D4a1
  - D4a2
  - D4a3
  - D4a4
- D3 o D4b (8020): Extendido al este de Asia y en Siberia. Destaca el Tíbet con 18.5%.[3]
  - D3a o D4b1: En esquimales.[19]
    - D3a1 (o D3): En Siberia, especialmente en evenkis[20] y nganasan.[12]
    - D3a2 (o D4b1a)
      - D3a2a (o D4b1a2a) (13720): En naucanos (esquimo-siberianos), en esquimales de Canadá, Groenlandia y en siberianos como los chukchis, tuvanos y tubalares (Altái).[12]

  - D4b2 (o D3b): En China y Japón. Al sur de Siberia.[21]
- D4c: Típico de todo el Asia Central, especialmente en turkmenos. En China en uigures.[1]
- D4d: Poco en Asia Oriental y Siberia.
- D4e (o D2)
  - D4e1: En Asia Oriental, Siberia y América.
    - D4e1a: En Japón.
    - D2 (o D2a1) (8703, 16129): Originado probablemente el la región Baikal al sur de Siberia.[21]
      - D2a'b
        - D2a (o D2a1a) (11959): En América ártica y península de Chukchi. En aleutas, esquimo-siberianos y chukchis.[12] Encontrado en Groenlandia en restos de hace 4.000 años.[22]
          - D2a1 (9667)[12]
            - D2a1a (8910A): Alta frecuencia en aleutas con 65-100%.
            - D2a1b: Esquimo-siberianos.

          - D2a2 (4991): Esquimales y chukchis.[12]
          - D2a-16092: En los tlingit (na-dené).[12]

        - D2b: En Siberia y en los bargut (Mongolia).[21]

      - D2c: Encontrado en buriatos (Sibera).[21]

  - D4e2: En Japón.
- D4f: Encontrado en Japón.[3]
- D4g: En Japón.
- D4h (o D10): Asia Oriental y en amerindios.[23]
  - D4h1: En Asia
  - D4h2: En Asia
  - D4h3
    - D4h3a: Minoritario pero muy difundido desde el extremo Sur de América hasta el California. Encontrado en Chile, Perú, Bolivia, Ecuador, Brasil, México, Estados Unidos,[23] y en Colombia.[24] Encontrado en restos de un niño de la cultura Clovis de hace 12.600 años.[25]
    - D4h3b: En Qingdao (Shandong, China)

  - D4h4: En Asia
- D4i (o D9): Poco en yukaguires de la región Kolymá (Siberia).[12] En Asia Oriental.
- D4j (o D6): Extendido en Asia Oriental y Siberia. Encontrado en Lituania.[26]
- (195)
  - D4k: En Japón.
  - D4o (o D4): En nganasan (Siberia).
- D4l (o D7): En yukaguires (Siberia).
- D4m (o D8): En yukaguires (Siberia).
- D4n: Poco en ainus y en China.[3]
- D4q
- D4s: En China y tuvanos.

### D5'6 (16189)
- D5: Muy extendido en Asia Oriental y Sudeste de Asia. En China destaca Qingdao con 10%.[2] Poco en India, especialmente en Tripura y Arunachal.[5] Poco en Siberia y Asia Central.
  - D5a'b
    - D5a
    - D5b

  - D5c
- D6: En las Filipinas[27] y en Japón.[3]